# Louis des Isnards
Pour les articles homonymes, voir Isnard.
Louis Charles Joseph des Isnards, né le 30 avril 1805 à Carpentras, décédé à Avignon le 25 mars 1888, était le fils aîné de Jean Charles Gaspard, marquis des Isnards et maire de Carpentras, et de Marie-Thérèse d'Anselme de Grugière. 

## Biographie
Il vécut au château du Martinet, entre Carpentras et Caromb, épousa à Avignon Marie-Joséphine de Robin de Barbentane (1809-1891), dite Iché, le 22 janvier 1833. Le marquis se passionna pour la peinture et sa toile Le Ventoux au lever du soleil, peinte en 1875 et qui fait partie des collections du Musée Calvet, est l'une des premières historiquement à prendre ce massif pour seul thème.